# Jenseits von Blau
Jenseits von Blau ist ein 1988 entstandener, mystischer deutscher Spielfilm des Schauspielers Christoph Eichhorn.

## Handlung
In ein kaltes. klinisch-blaues Licht ist dasjenige Zimmer einer Intensivstation getaucht, in dem der kleine Junge Franz im Koma liegt. Lediglich die immer gleichen mechanischen Töne seines Herzschlags weisen darauf hin, dass er noch am Leben ist. Nicht minder kalt-steril ist das blau-schwarze Ambiente, das die zwölfjährige Farbige Maria ihr eigen nennt. Menschliche Herzenswärme findet in ihrem Umfeld nicht statt. Beide scheinbar verlorenen, jugendlichen Seelen – Marias geschiedene Eltern sind allein mit sich selbst und ihren Problemen beschäftigt, Franzens geldgierige Verwandte sehnen den Tod des moribunden Jungen herbei – finden jedoch eine andere Dimension, in der sie miteinander kommunizieren und einander ihr Leid klagen können: die Welt der Träume.
In dieser Welt, jenseits von Blau, wie der Filmtitel suggeriert, sind echte Gefühle möglich, und Maria versucht, Franz mit Musik und Wärme ins Leben zurückzuholen. Maria nimmt die ausgesendeten Signale des Jungen wahr, und dieser entführt sie in ein herrschaftliches Haus. Dort hat sich eine merkwürdige Ansammlung verschiedenster Menschen aus lange vergangener Zeit eingefunden, die hier ebenfalls auf eine wie auch immer geartete Form der Erlösung warten. Und immer wieder geht in dieser Imagination des nachts das Herrenhaus in Flammen auf, ein Traumbild, das sich in Marias realem Bewusstsein fest einnistet. Eines Tages nimmt sich das schwarze Mädchen vor, diese enigmatische Villa ganz real zu suchen und Franz aus seinem schrecklichen Zwischenweltdasein, gefangen zwischen Leben und Tod, zu erlösen.

## Produktionsnotizen
Jenseits von Blau entstand zwischen dem 4. Juli und dem 7. August 1988 in Berlin und wurde am 31. August 1989 uraufgeführt. Die deutsche Fernsehpremiere war am 7. Juni 1997 im ZDF.
Renée Gundelach übernahm die Herstellungsleitung, Ulrike Herdin die Produktionsleitung. Die Ausstattung gestaltete Thomas Schappert.

## Kritiken
Die Fachzeitschrift Cinema resümierte: „Die Ausstattung ist phantasievoll und edel. Man merkt, dass Eichhorn … sich für seinen Erstling auf eine Riege filmerfahrener Professionals verlassen konnte. Leider gibt die Story für 90 Minuten nicht genug her, und so kommt trotz der hervorragenden Besetzung … streckenweise Langeweile auf.“
Im Lexikon des Internationalen Films heißt es: „Ein modernes Märchen im Gewand des Dekor-Kinos, das moderne Absurditäten und Kinderfeindlichkeit der Erwachsenenwelt karikiert und mit einem unaufdringlichen Plädoyer für die Errettung der Fantasie verbindet. Die gelackt-stilisierte Bildsprache und flache Hauptfiguren lassen das Thema merklich verblassen.“